# Уршак (станция)
Урша́к  (баш. Өршәк) — грузовая железнодорожная станция Башкирского региона Куйбышевской железной дороги на линии Карламан — Дёма. Находится в городе Уфе, до 17 апреля 1992 года входил в Уфимский район. При станции вырос одноимённый посёлок. Возле станции расположена река Уршак, по имени которой станция получила имя, СНТ «Уршак».
Производится прием и выдача грузов повагонными и мелкими отправками, загружаемых целыми вагонами, только на подъездных путях и местах необщего пользования, посадка/высадка на поезда местного и пригородного сообщения.
На станции останавливаются на 2 минуты поезд № 675/676 Уфа — Сибай.